# Home (Edward Sharpe and the Magnetic Zeros)
"Home" is een nummer van de Amerikaanse band Edward Sharpe and the Magnetic Zeros. Het nummer verscheen op hun debuutalbum Up from Below uit 2009. In januari 2010 werd het uitgebracht als de tweede single van het album. In september 2011 werd het nummer als Party Supplies Remix heruitgebracht op single.

## Achtergrond
"Home" is geschreven door groepsleden Jade Castrinos en Alex Ebert. Zij zingen het nummer ook als duet, waarbij zij ook allebei verantwoordelijk zijn voor een aantal spoken word-passages. Het nummer wordt gekenmerkt door het vele gefluit; in totaal is er voor bijna drie minuten aan gefluit te horen, inclusief de openingsmelodie. In de videoclip van het nummer is de groep te zien terwijl zij op tournee zijn door Australië.
"Home" heeft in een aantal landen de hitlijsten bereikt. In eerste instantie werd het alleen in Australië een hit met een 40e positie in de hitlijst. 
In september 2011 werd het nummer (de remix versie) in Nederland en België, nadat deze werd gebruikt in een radio-en televisie reclamespot van IKEA, op single uitgebracht. In Nederland was de single in week 43 van 2011 de 936e Megahit op NPO 3FM en werd een radiohit. De single piekte op de 12e positie in de publieke hitlijst; toentertijd de Mega Top 50 op NPO 3FM. In de Nederlandse Top 40 op destijds Radio 538 werd de 27e positie behaald en de 19e in de Single Top 100.
In de rest van de wereld kwam de single in 2013 pas onder de aandacht: in België bereikte de single de 39e positie in de Vlaamse Ultratop 50. In zowel de Vlaamse Radio 2 Top 30 als de Waalse Ultratop 50 werd géén notering behaald.
In Frankrijk werd het de grootste hit met een 7e positie. In het Verenigd Koninkrijk kwam de single niet verder dan de 50e positie in de UK Singles Chart.
"Home" werd, naast de IKEA radio-en televisie reclamespot, in nog meer media gebruikt. Zo kwam de single voor in de films What to Expect When You're Expecting, Stuck in Love en The Family Plan en de televisieseries Community, Glee, Modern Family, Raising Hope en Gossip Girl. Ook kwam de single voor in reclamespots voor Peugeot en Comcast. In november 2020 werd de single tevens populair op TikTok.

## Hitnoteringen

### Nederlandse Top 40
| Hitnotering: 05-11-2011 t/m 26-11-2011 | Hitnotering: 05-11-2011 t/m 26-11-2011 | Hitnotering: 05-11-2011 t/m 26-11-2011 | Hitnotering: 05-11-2011 t/m 26-11-2011 | Hitnotering: 05-11-2011 t/m 26-11-2011 | Hitnotering: 05-11-2011 t/m 26-11-2011 |
| Week                                   | 1                                      | 2                                      | 3                                      | 4                                      |                                        |
| -------------------------------------- | -------------------------------------- | -------------------------------------- | -------------------------------------- | -------------------------------------- | -------------------------------------- |
| Positie                                | 33                                     | 27                                     | 31                                     | 32                                     | uit                                    |

### Single Top 100
| Hitnotering week 1 t/m 2: 10-09-2011 t/m 17-09-2011 Hitnotering week 3 t/m 19: 01-10-2011 t/m 21-01-2012 | Hitnotering week 1 t/m 2: 10-09-2011 t/m 17-09-2011 Hitnotering week 3 t/m 19: 01-10-2011 t/m 21-01-2012 | Hitnotering week 1 t/m 2: 10-09-2011 t/m 17-09-2011 Hitnotering week 3 t/m 19: 01-10-2011 t/m 21-01-2012 | Hitnotering week 1 t/m 2: 10-09-2011 t/m 17-09-2011 Hitnotering week 3 t/m 19: 01-10-2011 t/m 21-01-2012 | Hitnotering week 1 t/m 2: 10-09-2011 t/m 17-09-2011 Hitnotering week 3 t/m 19: 01-10-2011 t/m 21-01-2012 | Hitnotering week 1 t/m 2: 10-09-2011 t/m 17-09-2011 Hitnotering week 3 t/m 19: 01-10-2011 t/m 21-01-2012 | Hitnotering week 1 t/m 2: 10-09-2011 t/m 17-09-2011 Hitnotering week 3 t/m 19: 01-10-2011 t/m 21-01-2012 | Hitnotering week 1 t/m 2: 10-09-2011 t/m 17-09-2011 Hitnotering week 3 t/m 19: 01-10-2011 t/m 21-01-2012 | Hitnotering week 1 t/m 2: 10-09-2011 t/m 17-09-2011 Hitnotering week 3 t/m 19: 01-10-2011 t/m 21-01-2012 | Hitnotering week 1 t/m 2: 10-09-2011 t/m 17-09-2011 Hitnotering week 3 t/m 19: 01-10-2011 t/m 21-01-2012 | Hitnotering week 1 t/m 2: 10-09-2011 t/m 17-09-2011 Hitnotering week 3 t/m 19: 01-10-2011 t/m 21-01-2012 | Hitnotering week 1 t/m 2: 10-09-2011 t/m 17-09-2011 Hitnotering week 3 t/m 19: 01-10-2011 t/m 21-01-2012 | Hitnotering week 1 t/m 2: 10-09-2011 t/m 17-09-2011 Hitnotering week 3 t/m 19: 01-10-2011 t/m 21-01-2012 | Hitnotering week 1 t/m 2: 10-09-2011 t/m 17-09-2011 Hitnotering week 3 t/m 19: 01-10-2011 t/m 21-01-2012 | Hitnotering week 1 t/m 2: 10-09-2011 t/m 17-09-2011 Hitnotering week 3 t/m 19: 01-10-2011 t/m 21-01-2012 | Hitnotering week 1 t/m 2: 10-09-2011 t/m 17-09-2011 Hitnotering week 3 t/m 19: 01-10-2011 t/m 21-01-2012 | Hitnotering week 1 t/m 2: 10-09-2011 t/m 17-09-2011 Hitnotering week 3 t/m 19: 01-10-2011 t/m 21-01-2012 | Hitnotering week 1 t/m 2: 10-09-2011 t/m 17-09-2011 Hitnotering week 3 t/m 19: 01-10-2011 t/m 21-01-2012 | Hitnotering week 1 t/m 2: 10-09-2011 t/m 17-09-2011 Hitnotering week 3 t/m 19: 01-10-2011 t/m 21-01-2012 | Hitnotering week 1 t/m 2: 10-09-2011 t/m 17-09-2011 Hitnotering week 3 t/m 19: 01-10-2011 t/m 21-01-2012 | Hitnotering week 1 t/m 2: 10-09-2011 t/m 17-09-2011 Hitnotering week 3 t/m 19: 01-10-2011 t/m 21-01-2012 | Hitnotering week 1 t/m 2: 10-09-2011 t/m 17-09-2011 Hitnotering week 3 t/m 19: 01-10-2011 t/m 21-01-2012 |
| Week | 1 | 2 | | 3 | 4 | 5 | 6 | 7 | 8 | 9 | 10 | 11 | 12 | 13 | 14 | 15 | 16 | 17 | 18 | 19 | |
| --- | --- | --- | --- | --- | --- | --- | --- | --- | --- | --- | --- | --- | --- | --- | --- | --- | --- | --- | --- | --- | --- |
| Positie                                                                                                  | 72 | 87 | uit | 94 | 74 | 63 | 67 | 19 | 27 | 35 | 37 | 50 | 34 | 35 | 31 | 41 | 56 | 50 | 75 | 93 | uit |

### Vlaamse Ultratop 50
| Hitnotering week 1: 29-06-2013 Hitnotering week 2: 13-07-2013 Hitnotering week 3 t/m 4: 27-07-2013 t/m 03-08-2013 | Hitnotering week 1: 29-06-2013 Hitnotering week 2: 13-07-2013 Hitnotering week 3 t/m 4: 27-07-2013 t/m 03-08-2013 | Hitnotering week 1: 29-06-2013 Hitnotering week 2: 13-07-2013 Hitnotering week 3 t/m 4: 27-07-2013 t/m 03-08-2013 | Hitnotering week 1: 29-06-2013 Hitnotering week 2: 13-07-2013 Hitnotering week 3 t/m 4: 27-07-2013 t/m 03-08-2013 | Hitnotering week 1: 29-06-2013 Hitnotering week 2: 13-07-2013 Hitnotering week 3 t/m 4: 27-07-2013 t/m 03-08-2013 | Hitnotering week 1: 29-06-2013 Hitnotering week 2: 13-07-2013 Hitnotering week 3 t/m 4: 27-07-2013 t/m 03-08-2013 | Hitnotering week 1: 29-06-2013 Hitnotering week 2: 13-07-2013 Hitnotering week 3 t/m 4: 27-07-2013 t/m 03-08-2013 | Hitnotering week 1: 29-06-2013 Hitnotering week 2: 13-07-2013 Hitnotering week 3 t/m 4: 27-07-2013 t/m 03-08-2013 |
| Week: | 1 | | 2 | | 3 | 4 | |
| --- | --- | --- | --- | --- | --- | --- | --- |
| Positie: | 45 | uit | 46 | uit | 39 | 50 | uit |

### NPO Radio 2 Top 2000
| Nummer met noteringen in de NPO Radio 2 Top 2000 | '12  | '13  | '14  | '15  |
| ------------------------------------------------ | ---- | ---- | ---- | ---- |
| Home                                             | 1182 | 1087 | 1607 | 1904 |

1. ↑  Een vetgedrukt getal geeft de hoogste notering aan.
2. ↑  2012 was het eerste jaar met een notering voor dit nummer.
3. ↑  Deze tabel is bijgewerkt tot en met de laatste editie (2024).